# Federmesserkulturen

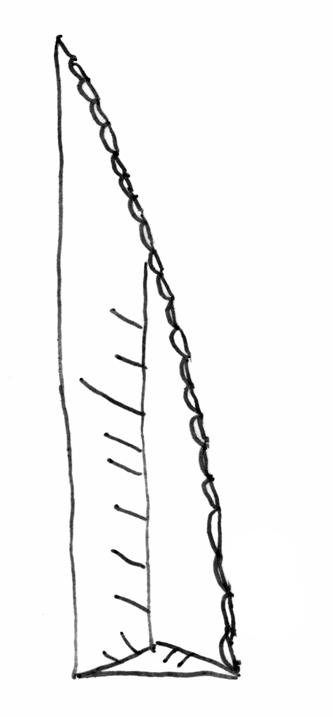
En pilspets av Federmessertyp

Federmesserkulturen, 12000-11400 f.Kr., en stenålderskultur i norra Europa. Kulturhistoriskt härstammar den helt eller delvis från hamburgkulturen, och är släkt med brommekulturen. Enligt arkeologen och författaren Jonathan Lindström är federmesserkulturen inte besläktat med Hamburg kulturen utan var ett utskott från den äldre Magdalénienkulturen. Namnet, som betyder pennkniv, kommer från pilspetarnas former. Då datering med C14-metoden är tämligen inexakt, finns viss osäkerhet vad gäller kulturell tillhörighet för en del lokaler. Frågan är om så väl Hamburg- som Federmesserkulturen använde pil och båge samt kastarm, eller om de var specialiserade. 
Ett fynd från Federmesserkulturen gjordes 2001 i form av ett urgröpt renben, som troligen används som kastarm (kasthjälpmedel så att projektilen får större hastighet). Lämningar av federmesserkulturen har inte hittats i Sverige.